# Comté de Hanson
Pour les articles homonymes, voir Hanson.
Le comté de Hanson est un comté situé dans l'État du Dakota du Sud, aux États-Unis. En 2010, sa population est de 3 331 habitants. Son siège est Alexandria.

## Histoire
Créé en 1873, le comté est nommé en l'honneur de Joseph R. Hanson, membre de la législature du territoire du Dakota.

## Villes du comté
- Cities :
  - Alexandria
  - Emery
- Towns :
  - Farmer
  - Fulton

## Démographie
Selon l'American Community Survey, en 2010, 87,58 % de la population âgée de plus de 5 ans déclare parler l'anglais à la maison, 11,21 % l'allemand, 0,98 % l'espagnol et 0,23 % une autre langue.
| 1880  | 1890  | 1900  | 1910  | 1920  | 1930  |
| ----- | ----- | ----- | ----- | ----- | ----- |
| 1 301 | 4 267 | 4 947 | 6 237 | 6 202 | 6 131 |

| 1940  | 1950  | 1960  | 1970  | 1980  | 1990  |
| ----- | ----- | ----- | ----- | ----- | ----- |
| 5 400 | 4 896 | 4 584 | 3 781 | 3 415 | 2 994 |

| 2000  | 2010  | - | - | - | - |
| ----- | ----- | - | - | - | - |
| 3 139 | 3 331 | - | - | - | - |